# Cyanopterus penini
Cyanopterus penini är en stekelart som beskrevs av Sergey A. Belokobylskij 2000. Cyanopterus penini ingår i släktet Cyanopterus och familjen bracksteklar. Inga underarter finns listade i Catalogue of Life.